# Château de Banwell
Le château de Banwell est un manoir néo-gothique victorien situé à Banwell, dans le Somerset, en Angleterre. Il s'agit d'un bâtiment classé Grade II*.

## Histoire
Le terrain sur lequel la maison est construite appartenait à l'évêque de Bath et Wells. Il est vendu à John et Joan Landown en 1753. Il est transmis à la famille Sympson ; John Dyer Sympson, un avocat de Londres, construit le château comme résidence. Il est achevé en 1847. Construit dans le style néo-gothique rendu populaire par Augustus Pugin, il est agrandi et embelli dans les années 1880 par Elskin Baker, étant passé à William Erskine Baker. Les autres propriétaires et locataires ont été de 1854 à 1874 Henry et Elizabeth Pigou puis William et Lady Frances Baker. En 1883, le domaine est vendu à la famille Shaw Yate de Rotherham. En 1905, Kate Behrens de Manchester achète la propriété. Mr. et Mrs Hope en ont fait leur maison. Lorsqu'elle meurt en 1916, le domaine est vendu à Richard Calvert qui, en 1919, demande à l'architecte de Bristol, George Oatley (en), de réaliser des travaux de rénovation sur la propriété.
Au cours de la Seconde Guerre mondiale, il est repris par la Royal Air Force et utilisé comme quartier général du 955e Escadron, qui fait partie du Royal Air Force Balloon Command. En 1963, le domaine est vendu à Simon et Phillipa Wills. Jusqu'en 1976, les propriétaires suivants sont Charles Skilton, un éditeur de livres et de cartes postales, et Jean Desebrock d'Afrique du Sud. En 1988, William H et Hugh A Parsons achètent une partie du château puis la totalité du domaine. Elle reste une maison familiale mais est utilisée pour les mariages, les dîners pré-réservés, et comme chambre d'hôtes,.

## Architecture

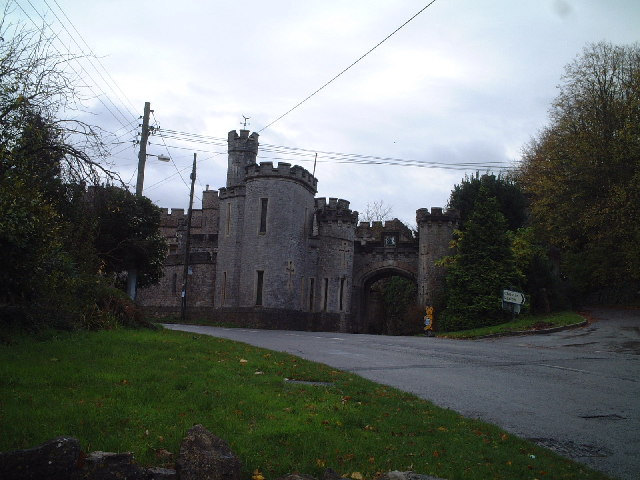
La guérite.

La maison dispose de cinq fenêtres dans le bloc principal de trois étages entre de petites tourelles circulaires et d'autres tours octogonales et hexagonales. Devant la maison se trouve une terrasse avec un parapet percé de trèfle avec des statues de lions rampant avec des épées sur des piliers de porte octogonaux crénelés qui flanquent six marches.
La remise a une haute tourelle circulaire et contient un grenier au premier étage. La guérite se compose d'un double arc chanfreiné , avec un parapet entre des tours circulaires à créneaux, avec des portes en fer forgé avec des motifs héraldiques. Le potager clos de murs, à 170 mètres au sud-est de la maison, possède une autre tour de 4 mètres. La terrasse attenante à la maison mène à une laiterie décorative. Les murs du jardin ouest comprennent une autre tour.